# Karel Pražák (podnikatel)
Karel Pražák (* 3. dubna 1969 České Budějovice) je lobbista, podnikatel, investor, finančník a bývalý krizový manažer Petra Kellnera a jeho společnosti PPF, se kterou dlouhodobě spolupracuje. Je majitelem investiční společnosti Kaprain Holdings i hokejového klubu HC Sparta Praha. V pátek 1. září 2023 média oznámila odkup vydavatelství MAFRA, rádia Impuls – společnosti Londa, která jej provozuje, i chemičky Synthesia, společností Kaprain Group Karla Pražáka od holdingu Agrofert Andreje Babiše, respektive od jeho svěřenských fondů, kde je Babiš jediným obmyšleným, za více než 10 mld. Kč, a antimonopolní úřad prodej schválil v lednu 2024.

## Životopis
Absolvoval Českou zemědělskou univerzitu (ČZU) v Praze. Hrál dorosteneckou hokejovou ligu. V 90. letech nastoupil do Pragobanky, v roce 1996 do České pojišťovny a poté jako investiční manažer do PPF Investments Petra Kellnera spravující Kellnerovy privátní peníze. Na konci roku 2013, téměř po 20 letech spolupráce, odkoupil od PPF základ vlastní investiční skupiny Kaprain Holdings – rizikové realitní projekty se společností AB – CREDIT (ABC) specializující se na obchody s pohledávkami, kterou do té doby rozvíjel. Od roku 2016, po insolvenčním řízení developera Petra Touška a jeho obvinění z podvodu, vlastní obchodní a dopravní centrum Mercury v Českých Budějovicích. Od května 2019 je majitelem hokejového klubu HC Sparta Praha. Je také majitelem Oaks Prague, rezidenčního projektu v okrese Praha-východ založeného ruskými oligarchy Alexandrem Abramovem a Alexandrem Frolovem, spolumajiteli ocelářského koncernu Evraz.
V portfoliu má ústeckou chemičku Spolchemie, jednoho z předních výrobců syntetických pryskyřic v Evropě, Orozco Holdings, se sídlem v Road Town na Britských Panenských ostrovech, společnost Darelco Management i dceřinou společnost Kaprain Holdings, se sídly v Nikósii na Kypru, která vlastní například budovu Mezinárodního svazu studentstva v Praze. Je spojován s problematickými insolvencemi developera ECM plánujícího výstavbu nových mrakodrapů na Pankráci v Praze, bojem o společnost Setuza, zadluženým stadionem Eden, domovským stadionem SK Slavia Praha, i obchody s obviněným právníkem a podnikatelem Petrem Sisákem – Karel Pražák investoval například do Maxima pojišťovny.
Volný čas věnuje myslivosti a sportu, v okresním přeboru hraje jako fotbalový útočník za SK Hvozdnice.

## Kontroverze

### AVE CZ
Spolu s Danielem Křetínským a Romanem Korbačkou vlastní osmdesát procent společnosti AVE CZ odpadové hospodářství s.r.o., která od srpna 2022 čelí trestnímu stíhání pro krácení poplatků za odpady. Jedenáct procent patří blíže neurčeným fyzickým osobám a osm procent vlastní právnička, od ledna 2019 náměstkyně sekce dohledu a justice ministrů spravedlnosti, a bývalá přítelkyně Daniela Křetínského, Klára Cetlová. Překvapující má být, že je trestně stíhána právnická osoba – společnost AVE CZ, a že žádný manažer ani vlastník – žádná fyzická osoba, obviněna nebyla. Na dotazy Karel Pražák nereagoval.

### Mafra a Synthesia
V srpnu 2023 tisk uvedl zájem Karla Pražáka o pražské vydavatelství Mafra a pardubickou chemičku Synthesia, které jsou v majetku Agrofertu Andreje Babiše – konečného benificienta svěřenských fondů vlastněných Agrofertem. „Bez komentáře,“ uvedl Ondřej Pechar, mediální zástupce společnosti Kaprain Karla Pražáka. Spekuluje se o dalších investorech blízkých Karlu Pražákovi a nejmenovaný český miliardář podotkl: „Pro některé z nich by mohlo být výhodou skrýt se právě za Karla Pražáka. Vždy je výhodnější médium vlastnit jako tichý společník, než veřejně zodpovídat dotazy na možný střet zájmů.“